# 村田万葉
村田 万葉（むらた かずは、2006年10月30日 - ）は、モデル、タレントである。名古屋のモデルアイドル元『dela』メンバー（5期生）。ちゃおガールオーディション☆準グランプリ、名古屋観光文化交流特命大使。愛知県出身、愛称は“かずっぺ”、“名古屋の至宝”。

## 概要
2006年、愛知県生まれ。2017年8月、小学校5年生のとき創刊40周年・少女漫画雑誌『ちゃお』主催「ちゃおガール2017」・準グランプリに選ばれた。
同年、名古屋を拠点に活動するモデルアイドル集団『dela（デラ）』第5期生メンバーとして加入が発表され、同年12月29日にデビューした。初ステージは1,000人集客のダイヤモンドホール『dela13thLIVE・dela gracias』。
2019年4月、平成から新年号令和に切り替わることで、起源となった万葉集ブームの報道のなか日本テレビから取材を受けた。村田の【名】にちなみ、“万葉少女”、“万葉美少女”と報道。
現在グループ最年少メンバー。イメージカラーは赤。容姿端麗なルックスと愛嬌のある笑顔にファンの中では“名古屋の至宝”と呼ばれている。ファッションショー、雑誌モデルのなどマルチな活動を見せている。

## 受賞
- ちゃおガールオーディション2017☆・準グランプリ

## イメージキャラクター
- 中村消防署 1日消防官
- サカエゴーラウンド シルバーインフルエンサー[4]
- 愛知県交通死亡事故ワースト返上キャンペーンモデル
- バイク交通安全モデル
- 中日新聞1月1日特別版紙面モデル
- 証拠写真のピクチャン・イメージモデル
- 三州瓦公式応援サポーター
- 名古屋観光文化交流特命大使
- 松坂屋名古屋店公式応援サポーター
- 三洋堂書店イメージキャラクター
- 中部国際空港（セントレア）応援サポーター
- 名古屋市消防局公認広報アイドル
- 駐名古屋 大韓民国総領事館・広報サポーターズ
- 名古屋市消防団サポーター
- めざせ！3つ星ポリスキャンペーン 3つ星ポリスガール
- 愛知県知事選挙啓発事業・メインキャンペーンキャラクター
- 国土交通省中部地方整備局・広報モデル
- 愛知県交通安全キャンペーン・メインキャラクター
- 第67回日本選手権競輪GI・応援サポーター
- 公益社団法人名古屋青年会議所・年間サポーター[5]
- エスカ地下街 秋のサンクスフェスタ・イメージキャラクター
- 農林水産省 都市農村共生対流総合対策事業研修モデル
- 愛知県ラグビー協会公認 ラグビー応援大使
- 牛丼チェーン『すき家』テーマソング・アーティスト
- テレビアニメ『八十亀ちゃんかんさつにっき』広報大使
- 愛知県『バイク交通安全啓発キャンペーン』モデル
- ＠FM / Do!Safety・アンバサダー
- とこなめ山車まつり応援大使

## 人物
- 名前の由来は、両親が「"万（よろず）" の笑顔の "葉（は）" を咲かせられるような人になってほしい」という願いを込めてつけられた[6]。
- delaのメンバーの若年層を集めて作った「ぴよdela」のキャプテンに2019年10月就任[6]。
- 趣味はファッション、モデル活動をするときは1人のことが多い。休みの日は母と出かけることが多い[6]。
- SNSやネットニュースで“かわいすぎる中学生”“ 名古屋の至宝”と呼ばれている[7]。

## レギュラー

### ラジオ
- dela ding dong!（東海ラジオ）
- delaの今夜もけったこぐ（CBCラジオ）
- 三州瓦presents dela stream（@FM）

## 単発

### モデル
- JSガール誌面モデル
- 中日新聞1月1日特別版「でら盛り名古屋」阿波踊り紙面モデル
- 制服のイナガキイメージモデル

### CM
- 豊田合成リンク

### 雑誌
- ちゃお（小学館）
- JSガール（三栄書房）
- Cuugal（キューーガル）（東京ニュース通信社）[8]